# 杆状体肌病
杆状体肌病（英語：Nemaline myopathy）是一种先天性、通常是遗传性的神经肌肉疾病，这种病的症状各异、严重程度各不相同，常见有肌肉无力、换气不足、吞咽功能障碍和语言能力受损等。患病率估计为每50,000名活产婴儿中有1名。

## 致病基因
分别为TPM3（原肌球蛋白3）、NEB（星云蛋白）、ACTA1（骨骼肌肌动蛋白1）、TPM2（原肌球蛋白2）、TNNT1（肌钙蛋白T1）、KBTBD13（kelch repeat-and BTB/POZ domain-containing protein 13）、CFL2（共丝蛋白2）基因，近年来，随着对该疾病的重视和基因检测技术的进步，先后又有6种新致病基因被发现，均为常染色体隐性遗传，分别为KLHL40（kelch-like 40）、KLHL41（kelch-like 41）、LMOD3（leiomodin 3）、MYPN（myopalladin）、MYO18B（myosin XVIII B）、TNNT3（troponin T3，fast skeletal）

## 外部连结
- GeneReview/NCBI/NIH/UW entry on Nemaline Myo\ （页面存档备份，存于）